# Coppa Volpi per il miglior attore non protagonista
La Coppa Volpi per il miglior attore non protagonista è stato un premio della Mostra internazionale d'arte cinematografica di Venezia che veniva assegnata dal 1993 al migliore attore in un ruolo secondario.
La sua assegnazione è stata sospesa nel 1996, dopo quattro sole edizioni.

## Albo d'oro
- 1993:  Marcello Mastroianni -  Uno, due, tre, stella!
- 1994:  Roberto Citran - Il toro
- 1995:  Ian Hart - Niente di personale
- 1996:  Chris Penn - Fratelli